# Fujio Masuoka

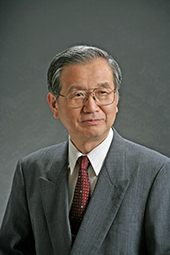
Fujio Masuoka, 2014

Fujio Masuoka (jap. 舛岡 富士雄, Masuoka Fujio; * 8. Mai 1943 in Takasaki, Präfektur Gunma) ist ein japanischer Elektroingenieur und der Erfinder des Flash-Speichers.
Masuoka studierte an der Tōhoku-Universität, wo er 1971 mit einer Dissertation über die Induktanz von Halbleitern promovierte. Im gleichen Jahr nahm er eine Stellung bei  Toshiba an. Dort interessierte er sich in erster Linie für die Technik Nichtflüchtiger Datenspeicher, die es ermöglicht, gespeicherte Informationen ohne Stromversorgung zu erhalten. Im Jahr 1980 erfand er den Flash-Speicher in NOR-Technik und 1986 den in NAND-Technik. Toshibas Investitionen in diese Techniken waren jedoch anfangs zu zaghaft, was dazu führte, dass Intel in diesem Sektor das leitende Unternehmen wurde. Im Jahr 1994 verließ Masuoka Toshiba, um eine Professur an der Tohoku-Universität anzunehmen. Seit 2005 ist er der technische Direktor von Unisantis Electronics, dessen Ziel es ist, integrierte Kreise mit dreidimensionalen Transistoren zu entwickeln.